# Potosí
 Ovo je glavno značenje pojma Potosí. Za druga značenja pogledajte Potosí (departman) i San Luis Potosí (savezna država Meksika).
Potosí je glavni grad istoimenog bolivijskog departmana Potosí i jedan od najviših gradova na svijetu (4.090 m nadmorske visine). Osnovali su ga Španjolci 1545. godine kao kolonijalno središte s kovačnicom novca ispod planine Cerro Rico ("bogata planina") koja je bila bogata srebrom. Često su je smatrali potpuno sačinjenom od srebra, i bila je glavni izvor srebra Španjolskog kolonijalnog carstva. 
Potosi je upisan na UNESCO-ov popis mjesta svjetske baštine u Amerikama 1987. godine kao "najveći industrijski kompleks 16. stoljeća u kojemu je sačuvano nekoliko rudarskih vodenica do kojih je voda dovođena kompleksnim sustavom kanala i vještačkih jezera, ali i golemi kolonijalni grad s mnogo važnih javnih, plemićkih i stambenih građevina".

## Podrijetlo imena
Ne postoji nedvojbeno mišljenje o podrijetlu imena grada Potosí. Prema Inka legendi ono dolazi od riječi Potocsí koja označava "gromoglasnu buku" jer je navodno kraljevske rudare prepala strašna buka i glas koji im je poručio da ne diraju srebrnu planinu jer je srebro namijenjeno za druge gospodare.
No, kako ova riječ ne označava buku ni na kečuanskom ni na ajmarskom jeziku, lokalna predaja pretpostavlja kako je ime došlo od onomatopeje udaranja čekića o srebrnu rudaču, potoq.

## Povijest
U predkolumbovskom razdoblju Potosí je bio samo mali zaseok smješten na nadmorskoj visini od 4.000 m, u ledenoj osami Anda. Svoj procvat duguje otkriću najvećih žila srebra u Novom svijetu, koje su otkrili španjolski osvajači između 1542. i 1545. godine na planini južno od grada Cerro de Potosi (kasnije poznata kao Cerro Rico, što je doslovan prijevod kečuanskog naziva Sumaq Orcko ("bogata planina"). Kao rezultat toga, Potosí je izravno i osjetno povezan s događajem od izuzetne i jedinstvene važnosti - gospodarske promjene u 16. stoljeću koja je nastala bujicom španjolske valute zahvaljujući masovnom uvozu plemenitih metala iz Novog svijeta u Sevillu.
"Carski grad Potosi", koji je to postao nakon posjeta Francisca de Toleda 1572. god., je izvršio trajan utjecaj na razvoj arhitekture i monumentalne umjetnosti u središnjem dijelu Anda šireći oblik baroka pod utjecajem indijske umjetnosti. Rast je bio vrlo brz. U novom gradu, gdje je počela izgradnja sukladno odredbama "Zakona o Indijama" iz 1572. god., u 17. stoljeću bilo je oko 160.000 europskih doseljenika, kao i 13.500 indijanaca koji su bili prisiljeni na rad u rudnicima. 
Nakon razdoblja nasumičnog iskorištavanja srebrnih žila Cerro de Potosíja, puni kapacitet proizvodnje je ostvaren poslije 1580. god. kada je razvijena peruanska rudarska tehnika poznata kao patio (vrt). U 16. stoljeću ovo područje je smatrano najvećim svjetskim industrijskim kompleksom u kojemu se vađenje rude srebra oslanjalo na niz hidrauličnih mlinova (njih 120) koji su pokretani kompleksnim vodovosnim sustavom kanala i 22 ogromna bazena (lagunas). U prizemlju se rudača stapala sa živom u zemljanim vatrostalnim pećima (huayras ili guayras), a potom je oblikovana u poluge i označena žigom kraljevske kovačnice. Proizvodnja se nastavila sve do 18. stoljeća, usporavajući tek nakon stjecanja neovisnosti zemlje 1825. godine.
Grad je toliko bio poznat po svojim rudnicima da je po njemu nazvan i veliki rudarski grad u Meksiku, San Luis Potosí, ali i druga rudarska naselja u SAD-u: Potosi, Wisconsin; Potosi, Missouri i Potosi, Nevada.

## Znamenitosti
Cijeli proizvodni lanac od rudnika Cerro Rica do Kraljevske kovačnice je sačuvan, uključujući brane, akvadukte, umjetna jezera, centre za glodanje i peći. Sačuvan je i kolonijalni grad u podnožju brda s prelijepim javnim društvenim i vjerskim građevinama, nekoliko plemićkih kuća, i četvrtima Barrios mitayos u kojima su živjeli radnici.
Kraljevska kovačnica Casa de la Moneda (Kuća novca) u centru grada, u neposrednoj blizini Trga Republike, izgrađena je od 1753. – 73., i danas je numizmatički muzej. U njoj se nlalazi više od 100 kolonijalnih slika i razne arheološke i etnografske zbirke. Crkva sv. Franje (San Francisco) je prva crkva sagrađena tijekom kolonijalnog razdoblja, i u njoj se čuva zaštitnik Potosija, El Senor de la Vera Cruz. Crkva sv. Lovre (Iglesia de San Lorenzo) je sagrađena 1548. godine i ona je izvanredan primjer kamenog pročelja u lokalnom baroknom stilu.
- Panorama grada s brdom Cerro Rico
- Rudarska četvrt s otvorenim kopom
- Katedrala u Potosiju
- Pročelje Crkve sv. Lovre
- Unutarnje dvorište kovačnice s mascarónom

## Zbratimljeni gradovi
- San Luis Potosí, Meksiko
- York, UK
- Puno, Peru

## Vanjske poveznice
- Turistički vodič grada (engl.)
- Posjeta rudnicima Potosija (engl.)